# Осада Кексгольма
Осада Кексгольма (швед. Belägringen av Kexholm) — осада во время Великой Северной войны, с 8 июля по 8 сентября 1710 года, российскими войсками Петра I шведской крепости Кексгольм.

## Перед осадой
Стремясь обезопасить свою новую столицу в устье Невы, основанный в 1703 году город Санкт-Петербург, Петр I после Полтавской победы принялся захватывать шведские пограничные крепости, откуда шведы могли наносить удары по молодой столице. Сразу же после захвата Выборга Петр I направил отряд генерал-майора Брюса в составе 3-х драгунских и 2-х пехотных полков, а также 2-х гренадерских рот, с приказанием: «Оную крепость утеснять только бомбардированием, а не формально атаковать, дабы людей даром не терять».
Кексгольмская крепость располагалась на одном из островов реки Вуокса, у её левого берега. Крепость располагала малыми, неправильной формы, бастионами. Для фронтов крепости, обращённых к левому берегу реки, её рукав служил рвом, а на берегу напротив южного фронта крепости находился редан, служивший ему равелином и прикрывавший мост, по которому крепость сообщалась с левым берегом. Северные фронты крепости по расположению своему более других могли подвергнуться пушечному обстрелу и штурму и поэтому были усилены временными ретраншементами в горжах 3 бастионов. Все верки имели невысокий каменный эскарп. На другом, меньшем острове, была цитадель, которая соединялась с крепостью мостом. Ограда цитадели состояла из каменной стены с башнями по углам. Ещё 3 острова были заняты люнетами.

## Осада
8 июля 1710 года русский отряд подошёл к реке Вуокса и на другой день переправился через неё и обложил крепость. 10 июля приступили к осадным работам и постройке подступов с 2-х сторон: правого от форштадта в расстоянии 140 саженей от бастиона Нипер (IV) и левого — в 150 саженей от бастиона Фама (II). По соединении этих подступов перед бастионом Зерк (III) в 65 саженях от исходящего угла, подступы пошли по левой стороне вдоль возвышенного берега и охватывали 2 фронта: III—II, II—I и фронт цитадели, обращённый в сторону атаки. С правой стороны подступ, спустившись по отлогости возвышенного берега, охватывал III фронт крепости и упирался в реку. В этой общей траншее были размещены 3 мортирные и 5 пушечных батарей. Подготовительные работы были закончены 15 июля и тогда же началось бомбардирование крепости и города.
21 июля, с прибытием из Олонца подкрепления в виде одной батареи, был взят редут напротив замка. 3 августа водой из Шлиссельбурга к осадной армии прибыла ещё осадная артиллерия (31 орудие). 7 августа началось бомбардирование замка из мортир. В тот же день был взят остров напротив западного фронта крепости. 4 сентября артиллерия осаждающих была ещё более усилена, что заставило коменданта крепости полковника Стирншанца согласиться на сдачу.
8 сентября была принята капитуляция и гарнизон с оружием, но без знамён, был отправлен в Нейшлот. Было взято 55 орудий. По условиям Ништадского мирного договора 1721 года крепость окончательно перешла к России.
В честь очередной победы в Северной войне была выпущена медаль в память взятия Кексгольма с надписями на латыни, в т.ч. «Карела – Кексгольм» и «Карела покоряется власти ликующего Марса» (изготовлялась примерно в 1715-1716 годах).